# 아프로 사무라이
아프로 사무라이(일본어: アフロサムライ, ΛFΓO SΛMUΓΛI)는 일본의 만화가 오카자키 다카시 작화의 일본어 청년 만화 동인지 만화 시리즈이다. 아방가르드 동인지 만화 잡지인 노우 노우 하우에서 비정기적으로 1998년 11월부터 2002년 9월까지 연재되었다.

## 목소리 출연
- 새뮤얼 L. 잭슨
- 켈리 후
- 론 펄먼
- 제프 베넷
- 스티븐 블룸
- S. 스콧 불럭
- 테런스 C. 카슨
- 그레이 딜라일
- 존 디마지오
- 존 카서
- 필 러마
- 유리 로언솔
- 제이슨 마즈든
- 리엄 오브라이언
- 드와이트 슐츠
- 타라 스트롱
- 프레드 태터쇼어
- 제임스 아널드 테일러
- 데이브 위튼버그